# 김진 (1980년)
김진(1980년 11월 17일 ~ )은 대한민국의 만화가이다. 소소한 일상의 이야기를 다이어리 형식으로 다룬 만화를 그리며, 대표작으로는 《나이스진타임》이 있다. 이 책은 2009년 단행본이 출시되었으며, 현재는 마감하였다. 2014년에는 같은 웹툰 작가 이윤창과 연애를 인정하였음15년, 연애 중이던 이윤창과 결혼을 하였다.

## 작품
- 《오늘 밤은 어둠이 무서워요》-완결
- 《나이스진타임》-완결
- 《삐뚤빼뚤해도 괜찮아》-완결
- 《한 살이라도 어릴 때》-완결(/서나래/필냉이 합작)
- 《아랫집 시누이》-완결
- 《너와 나의 거리는 8.5》-완결(주한영국문화원 브랜드웹툰)
- Couple Song(음반)

## 책
- 《나이스진타임》 - ISBN 10-899376901X , ISBN 13-9788993769012
- (아랫집 시누이)